# چاریگائون
چاریگائون (به لاتین: Charigaon) یک روستا در بنگلادش است که در استان باریسال و در ناحیه باریسال واقع شده است.